# Масијаф
Масијаф (арап. مصياف) је тврђава која лежи поред града Масијаф у Сирији, 65 километара западно од Хаме. Подигнута је у време Византије када је чувала трговачке путеве. Од 1141. је била једна од значајнијих упоришта шиитских Измаелита, поред Аламута, тада се врши и фортификација.
1176. била је неуспешно опседнута од Саладина. 1260. заузимају је Монголи, а исте године Назарити се уједине са Мамелуцима и протерају Монголе из Сирије и Масијафа. Бајбарс је заузима 1270. 